# Karepić
Karepić (Caripeo), splitska plemićka obitelj koja se doselila iz Trogira krajem 13. ili početkom 14. stoljeća. Živjeli su u gradskoj četvrti sv. Dujma u južnom dijelu Dioklecijanove palače.
Rodonačelnik obitelji je Dujam Bertanov koji je u razdoblju od 1323. do 1361. trinaest puta obnašao čast splitskog suca. 
Nikola Karepić pridružio se ustanku splitskih pučana, krajem 14. stoljeća i bio je jedan od glavnih vođa. Kontinuitet obitelji nastavlja Nikolin nezakoniti sin Mihovil, s kojim se prekida plemićki kontinuitet, ali obitelj zadržava materijalni status.
Radi lakše obrane Splita i Splitskog polja od osmanskih osvajanja te sklanjanja pučanstva, podignute su utvrde na Glavičinama (Turska kula), Kamenu, Kili, Kuk, kule samostana u Poljudu, kula Karepić na Marjanu kod crkve sv. Jere te utvrđeni splitski kašteli prema Trogiru (Kaštel Sućurac, Kaštel Gomilica i Kaštel Kambelovac). Kulu su Karepići podigli 1523. godine.
Na splitskom Narodnom trgu nalazi se renesansna palača Karepić-Gorizi, čiji se balkon nadovezivao na terasu Martinisove kuće, kao i lukovi se njihovih prizemnih radnji. Sredinu sklopa naglašavala je trifora kazališta, a ugao vijećnice kip sv. Lovre.
Godine 1673. umro je Ivan Petrov Caripeo, posljednji član obitelji. Uspomena na ovu obitelj sačuvana je u toponimu Karepovac koji je ova obitelj vjerojatno plodouživala.

## Poveznice
- Palača Karepić u Splitu